# Didemnum linguiferum
Didemnum linguiferum är en sjöpungsart som beskrevs av Monniot 1996. Didemnum linguiferum ingår i släktet Didemnum och familjen Didemnidae. Inga underarter finns listade i Catalogue of Life.